# Frank Moore
Frank Moore – irlandzki rugbysta, reprezentant kraju, sędzia sportowy.
W latach 1883–1884 rozegrał cztery spotkania dla irlandzkiej reprezentacji, w Home Nations Championship 1886 sędziował zaś dwa mecze.